# 980

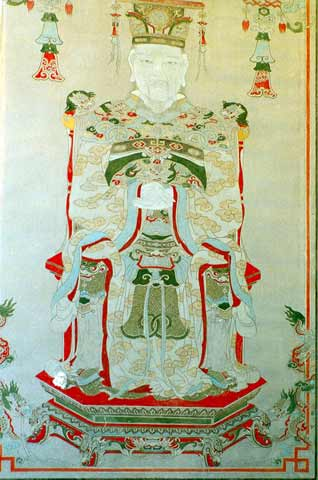
Tranh vẽ Lê Đại Hành

Năm 980 là một năm trong lịch Julius.

## Sự kiện
- Lê Đại Hành (黎大行), tức Lê Hoàn (941 – 1005) lên ngôi, thành vua đầu tiên của nhà Tiền Lê (Đại Cồ Việt).

## Mất
- Dương Tam Kha (楊三哥), hay Dương Bình Vương,  là một vị vua Việt Nam, trị vì từ 944 đến 950, xen giữa triều đại nhà Ngô trong lịch sử Việt Nam.